# Orrin Hatch
Orrin Grant Hatch (Pittsburgh, Pennsilvània, 22 de març de 1934 – 23 d'abril de 2022) va ser un religiós, advocat i senador republicà dels Estats Units representant a l'estat de Utah des de 1977, essent el republicà amb més anys com a senador fins a la seva mort. El 2000 Hatch va intentar llançar-se com candidat republicà per a la presidència estatunidenca, havent aconseguit els honors el llavors governador de Texas, George W. Bush. Des del 2015, era President pro tempore del Senat.

## Política
Hatch va ser membre de la Comissió de Finances del Senat dels Estats Units, on servia en els subcomitès d'Energia, Recursos Naturals, i d'Infraestructura i Impostos de Supervisió de l'IRS. Hatch estava també en el Comitè Selecte sobre Intel·ligència, en el qual està el rànquing Republicà, de la Comissió de la Judicatura, i de la Salut, Educació, Treball i Pensions del Comitè, així com el Comitè Conjunt sobre tributació. També va servir a la Junta de Directors del Museu Memorial de l'Holocaust dels Estats Units. Fins a 2004, va presidir la Comissió d'Assumptes Judicials del Senat dels Estats Units (on va fer la famosa pregunta a Clarence Thomas durant la seva confirmació pel Senat del Tribunal Suprem, "Alguna vegada has dit alguna cosa com "Hi ha pèl púbic en la meva Coke?"), i anteriorment va presidir la Comissió de Treball i Recursos Humans del Senat dels Estats Units. Hatch va donar suport a l'ex-governador de Massachusetts, Mitt Romney, en la seva candidatura a les eleccions presidencials dels Estats Units de 2008.

## Família
Hatch va néixer de Helen Kamm i Jesse Hatch a Pittsburgh, Pennsilvània. El seu avi, Jeremiah Hatch va ser fundador del present poble de Vernal, capital del Comtat d'Uintah (Utah). Hatch seguia casat amb la seva primera esposa, Elaine Hansen, nativa de Newton, al nord de Utah. Eren pares de sis fills i 22 nets, tots membres de l'Església de Jesucrist dels Sants dels Últims Dies.

## Educació
Hatch va ser el primer de la seva família a anar a la universitat, graduant-se en 1959 de la Universitat de Brigham Young amb un títol en Història. El 1962 es va graduar com advocat de l'escola de lleis de la Universitat de Pittsburgh. Anecdòticament, recorda que, com a estudiant de dret, va treballar com a empleat de neteja, treballador per a una companyia de construcció i assistent d'un dormitori estudiantil.

## Història electoral
- 2012 Postulació pel Senat dels EUA
  - Orrin Hatch (R) (actual), 67%
  - Scott Howell (D), 33%
- 2006 Postulació pel Senat dels EUA
  - Orrin Hatch (R) (actual), 62%
  - Pete Ashdown (D), 31%
- 2000 Postulació pel Senat dels EUA
  - Orrin Hatch (R) (actual), 66%
  - Scott Howell (D), 31%
- 1994 Postulació pel Senat dels EUA
  - Orrin Hatch (R) (actual), 69%
  - Pat Shea (D), 28%
- 1988 Postulació pel Senat dels EUA
  - Orrin Hatch (R) (actual), 67%
  - Brian Moss (D), 32%
- 1982 Postulació pel Senat dels EUA
  - Orrin Hatch (R) (actual), 58%
  - Ted Wilson (D), 41%
- 1976 Postulació pel Senat dels EUA
  - Orrin Hatch (R), 54%
  - Frank Moss (D) (actual), 45%